# Bibi-la-Purée
Bibi-la-Purée è un film muto del 1926 diretto da Maurice Champreux.

## Trama
Il film ripercorre la vita dell'attore francese André-Joseph Salis, noto come Bibi-la-Purée.